# Хай-Ви-арена
Хай-Ви-арена (англ. Hy-Vee Arena) — крытая спортивная арена в Канзас-Сити, Миссури, США. С 1974 по 2018 год носила название «Кемпер-арена» (англ. Kemper Arena).
Названа в честь Р. Кросби Кемпера-старшего, который вложил 3,2 млн долларов в строительство арены. «Кемпер-арена» была построена в 1974 году, чтобы заменить 8 000 Municipal Auditorium, для домашних игр профессиональных хоккейных и баскетбольных команд. Здесь выступали как профессиональные, так и любительские баскетбольные и хоккейные команды, проходили шоу рестлинга, конвенты, концерты и другие мероприятия.
В 2016 году она была включена в Национальный реестр исторических мест в знак признания её революционного дизайна, разработанного Хельмутом Яном.

## История
Строительство стоило 22 млн долларов для его владельца Канзас-Сити (Миссури). Финансирование велось из 7 источников:
- 5,6 млн долларов за муниципальные облигации
- 3,2 млн долларов пожертвовал Р. Кросби Кемпер-младший
- 575 000 долларов по процентам по облигациям
- 1,5 млн долларов пожертвовала American Royal Association
- Заём от Kansas City Stockyards Company
- 10 млн долларов от доходов по облигациям сообща с Jackson County Sports Authority
- 2 млн долларов по федеральным грантам для строительства дорог

В 1970 годах арена выиграла несколько архитектурных наград и имел 4 знаменитых арендатора:
- 1974—1976 — «Канзас-Сити Скаутс» (НХЛ)
- 1974—1985 — «Канзас-Сити Кингз» (НБА)
- 1976 Республиканский Национальный Конвент
- Пол Макартни & Wings концерт 29 мая 1976 года

В 1980-х годах арена стала знаменитой благодаря баскетбольным турнирам, среди них:
- Финал четырёх NCAA в 1988
- Финал четырёх женской лиги NCAA в 1998
- NCAA Regionals — в 1983, 1986, 1992, 1995, и 1996
- Первый и второй раунды NCAA в 1997, 2001, и 2004
- Баскетбольный турнир NAIA с 1975 по 1993
- Мужской баскетбольный турнир Конференции Большой Восмерки с 1977 по 1996
- Мужской баскетбольный турнир Конференции Большой двенадцатки с 1997—2002 по 2005
- Мужской баскетбольный турнир Серднеконтинентальной конференции с 2003 по 2004

## Гибель Оуэна Харта
23 мая 1999 года «Кемпер-арена» принимала шоу WWF Over the Edge. Во время своего выхода, Оуэн Харт погиб из-за травм, полученных в результате неисправности оборудования и падения со стропил арены во время выхода на ринг. Несколько месяцев спустя брат Оуэна Брет и Крис Бенуа провели матч памяти в «Кемпер Арене» во время WCW Monday Nitro. 26 августа 1999 года на этой арене WWE представила своё новое шоу SmackDown! на UPN.

## Концерты
- The Who — 1 декабря 1975; 26 апреля, 1980
- Olivia Newton-John — 3 марта 1976
- Elvis — 21 апреля, 1976; 18 июня 1977
- Paul McCartney — 29 мая, 1976
- Genesis — 29 января 1984; 21 января 1987
- Queen — 8 декабря 1978; 28 августа 1982
- Phil Collins — 15 июня 1985; 12 апреля 1997
- Aerosmith — 28 апреля 1976; 28 июня 1978
- Kiss — 9 февраля 1977; 27 ноября 1977; 3 июля 1996
- Pink Floyd — 21 июня 1977
- Bob Dylan — 3 ноября 1978
- Diana Ross — 12 мая 1979
- The Jacksons — 8 сентября 1981
- Rolling Stones — 14-15 декабря 1981; 6 апреля 1999
- Bruce Springsteen and The E Street Band — 19 ноября 1984
- Tina Turner — 26 октября 1985; 27 октября 1987; 22 июня 1993; 17 мая 2000
- Motley Crue — 11 июля 1987; 15 марта 2005
- Michael Jackson — 23-24 февраля 1988
- Frank Sinatra — 28 марта 1985; 19 августа 1988; 24 марта 1990
- Janet Jackson — 11 апреля 1990; 1 августа 1998; 14 июля 2001
- Dire Straits — 16 февраля 1991
- Alice in Chains — 3 июля 1996
- Metallica — 30 ноября 1991; 11 мая 2004
- Garth Brooks — 2-5 мая 1996
- Rammstein — 22 октября 1998
- 'N Sync — 1 апреля 1999; 22 июня 2000
- Backstreet Boys — 18 ноября 1999; 27 августа 2001
- AC/DC −2 сентября 2000
- U2 — 27 ноября 2001
- Eric Clapton — 2 апреля 2007
- Cher — 16 июля 2002; 22 сентября 2003
- Hilary Duff — 11 августа 2005
- Christina Aguilera с Danity Kane и Pussycat Dolls — 24 февраля 2007
- Foo Fighters — 19 июля 2008
- Jeff Dunham — 27 декабря 2008
- Red Hot Chili Peppers — 5 мая 2003